# CUS Cagliari Pallacanestro
Maillots
Le CUS Cagliari Pallacanestro ou avant 2006 Sapori di Sardegna Cagliari est un club italien féminin de basket-ball appartenant à la LegA Basket Femminile, soit le plus haut niveau du championnat italien depuis 2011. Le club est basé dans la ville de Cagliari, dans la province de Cagliari, en Sardaigne.
Faute de moyens financiers, le club est relégué courant juin 2015 en Série B (troisième division).

## Historique
- 2005-2006 : 10e en Série A2[2]
- 2006-2007 : 7e en Série B1
- 2007-2008 : 9e en Série A2
- 2008-2009 : 7e en Série A2
- 2009-2010 : 7e en Série A2
- 2010-2011 : 4e en Série A2; Champion de la Série A2
- 2011-2012 : 11e en Série A1
- 2012-2015 : Série A1

## Effectif 2012-2013
Entraîneur :  Federico Xaxa
Assistant :  Schirru Epifanio
| Numéro | Nom               | Taille (m) | Poste   | Née le         | Nationalité |
| 4      | Melissa Goodall   | 1,89       | ailière | 1989           | États-Unis  |
| 6      | Elin Eldebrink    | 1,88       | arrière | 4 janvier 1988 | Suède       |
| 7      | Erika Striulli    | 1,71       | arrière | 1990           | Italie      |
| 8      | Louice Halvarsson | 1,89       | pivot   | 1989           | Suède       |
| 9      | Barbora Fabianova | 1,89       | pivot   | 1989           | Slovaquie   |
| 11     | Irene Pieropan    | 1,8        | ailière | 1991           | Italie      |
| 12     | Martina Gaslini   | 1,73       | arrière | 1992           | Italie      |
| 13     | Lidia Oppo        | 1,75       | arrière | 1988           | Italie      |
| 14     | Cinzia Arioli     | 1,78       | arrière | 1984           | Italie      |
| 15     | Federica Brunetti | 1,84       | ailière | 1988           | Italie      |